# Embaixada da Grécia em Brasília
A Embaixada da Grécia em Brasília é a principal representação diplomática grega no Brasil. O atual embaixador é Ioannis Pediotis, no cargo desde novembro de 2017.
Está localizada na Avenida das Nações, na quadra SES 805, Lote 22, no Setor de Embaixadas Sul, na Asa Sul. Os prédios da embaixada foram projetados pelo arquiteto George Candilis.

## História
Assim como outros países, a Grécia recebeu de graça um terreno no Setor de Embaixadas Sul na época da construção de Brasília, medida que visava a instalação mais rápida das representações estrangeiras na nova capital. Na mesma época, a representação grega no Brasil foi elevada a embaixada.
O renomado arquiteto greco-francês George Candilis fez o projeto para a Embaixada em 1980, o qual foi desenvolvido por José Galbinski. Nele, estavam previstos a chancelaria, o consulado e a residência do embaixador, que foram colocados num volume único, revestido principalmente de mármore branco, com linhas ortogonais e com as partes  interligadas por grandes passarelas. O complexo conta também com grandes pátios internos e jardins suspensos ligando as partes.
Em 2016, o então embaixador grego em Brasília, Kyriakos Amiridis, foi morto em Nova Iguaçu, no Rio de Janeiro, onde passava férias. A embaixatriz e um amante dela foram presos, acusados do assassinato. Devido ao cargo e as circunstâncias do crime, o fato ganhou repercussão na mídia mundial.

## Serviços
A embaixada realiza os serviços protocolares das representações estrangeiras, como o auxílio aos gregos que moram no Brasil e aos visitantes vindos da Grécia e também para os brasileiros que desejam visitar ou se mudar para o país europeu. Enquanto aproximadamente 30 mil gregos vivem no Brasil, cerca de quatro mil brasileiros vivem na Grécia, principalmente em Atenas, e 60 mil brasileiros visitam o país todos os anos. Além da embaixada, que realiza serviços consulares, a Grécia conta com um consulado geral em São Paulo e outros consulados honorários em Recife, Curitiba, Salvador, Manaus e Santos.
Outras ações que passam pela embaixada são as relações diplomáticas com o governo brasileiro nas áreas política, econômica, cultural e científica. Cada país exportou para o outro cerca de 172 milhões de dólares em produtos em 2018.